# Vasile Carauș
Vasile Carauș (n. 6 august 1988, Criuleni) este un fotbalist din Republica Moldova care evoluează pe postul de mijlocaș la clubul FC Academia Chișinău.